# Nomingia
Nomingia és un gènere de dinosaure teròpode oviraptorosaure que va viure al Cretaci superior. Les seves restes fòssils, consistents en vèrtebres, la cintura pelviana i el tibiotars esquerre, foren descrites per Barsbold et al. l'any 2000.